# Bitwa pod Lipskiem (1920)
Bitwa pod Lipskiem – część wielkiej bitwy nad Berezyną. Walki polskiej 1 Dywizji Litewsko-Białoruskiej gen. Jana Rządkowskiego z sowiecką 5 Dywizją Strzelców w czasie majowej ofensywy wojsk Michaiła Tuchaczewskiego w okresie wojny polsko-bolszewickiej.

## Położenie wojsk przed bitwą
W maju 1920, po zajęciu Kijowa i zdobyciu przyczółków mostowych po wschodniej stronie Dniepru, wojska polskie przeszły do obrony. Wódz Naczelny Józef Piłsudski zdawał sobie sprawę z tego, że nie udało mu się rozbić większych sił nieprzyjaciela, a jedynie zmusił je do wycofania się dalej na wschód. Stąd też planował nowe uderzenie, tym razem na północnym odcinku frontu wschodniego. W tym czasie dowódca Frontu Zachodniego Michaił Tuchaczewski grupował wojska na wschodnim brzegu Berezyny i także przygotowywał je do ofensywy.

### Skład wojsk
Wojsko Polskie
- 1 Armia gen. Stefana Majewskiego obsadzała odcinek Dryssa–Połock–Uszacz–Lepel. W pierwszym rzucie posiadała 8 Dywizję Piechoty i 1 Dywizję Litewsko-Białoruską, a w odwodzie 3 Dywizję Piechoty Legionów i 1 Brygadę Jazdy.
- 4 Armia gen. Szeptyckiego w składzie 2 Dywizja Piechoty Legionów, 6., 14. i 9. dywizje piechoty broniła linii Berezyny od Lepla po ujście do Dniepru.

17 maja dowodzenie nad obu armiami przejął gen. Stanisław Szeptycki.
Armia Czerwona
Na wschodnim brzegu Berezyny utworzono zgrupowanie uderzeniowe:
- 15 Armia Augusta Korka w składzie 4., 6., 5., 53., 56. dywizje strzeleckie i 15 Dywizja Kawalerii[a]
- Grupę Północną Jewgienija Siergiejewa w składzie 48 Dywizja Strzelców i 164 Brygada Strzelców
- 16 Armia Nikołaja Sołłohuba w składzie 2., 8., 10., 17. i 21. dywizje strzeleckie[b].

Całością sił uderzeniowych dowodził dowódca Frontu Zachodniego Michaił Tuchaczewski.

## Przebieg działań
Natarcie sowieckie
14 maja wojska Frontu Zachodniego Michaiła Tuchaczewskiego przeszły do ofensywy. 
16 maja 1 Dywizja Litewsko-Białoruska gen. Jana Rządkowskiego wycofała się nad Berezynę.
Jej II Brygada Litewsko-Białoruska w składzie nowogródzki i grodzieński pułk strzelców obsadziła zachodni brzeg Berezyny od miejscowości Berezyna do folwarku Karoliny. Na skrzydłach współdziałała z oddziałami 3 Dywizji Piechoty Legionów i z 24 pułkiem piechoty.
Nowogródzki pułk strzelców  zajął początkowo swoim I batalionem przyczółek na wschodnim brzegu Berezyny pod Mościszczem. Jednakże dowództwo brygady zdecydowało opuścić przedmoście i całością sił bronić się na wschodnim brzegu rzeki.
17 maja batalion nowogródzkiego pułku strzelców opuścił wschodni brzeg Berezyny. Niestety, przez niedopatrzenie nie spalono drewnianego mostu przez który ewakuowały się polskie pododdziały.
O świcie 18 maja artyleria sowieckiej 5 Dywizji Strzelców ze stanowisk ogniowych rozmieszczonych na wprost mostu położyła na polskie stanowiska obronne w Mościszczu silny i celny ogień, a sowiecka piechota ruszyła do natarcia. I batalion nowogródzkiego pułku strzelców przez kilka godzin odpierał falowe ataki.
Nieprzyjaciel znalazł bród powyżej Mościszcza, przeprawił się przez Berezynę i zagroził wyjściem na tyły oddziałów polskich. W tej sytuacji batalion wycofał się w kierunku Lipska. 
W tym czasie we wsi stacjonowało dowództwo i tabory pułku nowogródzkiego. Sowieci natychmiast przeszli do pościgu i przez most w Mościszczach wpadli do Lipska, zanim Polacy zdążyli zorganizować obronę.
Dowodzenie nad pomieszanymi pododdziałami w Lipsku przejął ppłk Kazimierz Rybicki i przy pomocy oddziałów marszowych grodzieńskiego i nowogródzkiego pułku strzelców zorganizował kontratak. Nieprzyjaciel został wyparty z wioski, a tabory i dowództwo nowogródzkiego pułku uratowane.
Jednak  wobec rosnącej przewagi nieprzyjaciela, jednostki polskie opuściły Lipsk.
Polski kontratak
Dowódca 1 Dywizji Litewsko-Białoruskiej gen. Jan Rządkowski postanowił odbudować linię frontu na Berezynie.
W tym celu nakazał na bazie II Brygady Litewsko-Białoruskiej utworzyć zgrupowanie uderzeniowe. Brygada została wzmocniona trzema kompaniami z 3 Dywizji Piechoty Legionów i zgrupowana pod Ulesiem.
19 maja miały dołączyć do niej jeszcze dwa bataliony 24 pułku piechoty. Tak utworzone zgrupowanie miało uderzyć w kierunku na Lipsk – Mościszcze z zamiarem wyrzucenia Sowietów za Berezynę.
W tym momencie przeciwnik rozpoczął przeciwnatarcie wzdłuż traktu na Ulesie. Sowiecki pułk kawalerii rozbił 4 kompanię grodzieńskiego pułku strzelców i wyszedł na tyły II BLB.
Atakując dalej  kawaleria rozbiła całe lewe skrzydło grodzieńskiego pułku. Nocą, przez lukę w polskiej obronie, piechota sowieckiej 5 Dywizji Strzelców dotarła do folwarku Karoliny i uderzyła na odpoczywające dwa bataliony 24 pułku piechoty. Zaskoczenie było tak duże, że tylko małe grupki żołnierzy próbowały bezskutecznie stawić opór. II Brygada Litewsko-Białoruska została zmuszona do szybkiego odwrotu.
20 maja w Bereśniówce II BLB została wzmocniona przez 24 pp i pododdziały 3 DPLeg. oraz 17 DP. Podjęto jeszcze jedną próbę kontrataku. Przewaga liczebna Sowietów była jednak zbyt duża, by odnieść sukces.

## Bilans walk
Bitwa pod Lipskiem zakończyła się porażką II Brygady Litewsko-Białoruskiej i odwrotem polskich oddziałów.
Brygada poniosła ciężkie straty i na kilka dni utraciła zdolność bojową. Odwrót II Brygady wymusił wycofanie się innych oddziałów polskiej 1 Armii znad Berezyny w kierunku Mołodeczna.
Straty sowieckie pod Lipskiem są nieznane.